# 클리프행어 (영화)
《클리프행어》(영어: Cliffhanger)는 1993년에 개봉한 미국의 액션 스릴러 영화이다. 레니 할린이 연출했으며, 실베스터 스탤론이 마이클 프랜스와 공동 각본을 쓰고 주연을 맡았다.
1993년 5월 28일 제46회 칸 영화제에서 전 세계 최초로 상영되었으며, 5월 28일 트라이스타 픽처스를 통해 미국에서 개봉하였다. 전 세계에서 2억 5,500만 달러의 수익을 벌어들이며 1993년도 전체 흥행 10위권에 올라갔다.

## 줄거리
로키산맥 산악 공원 구조 대원으로 일하던 게이브는 조난한 동료 핼의 연인 세라를 구조하다가 죽인 데 가책을 느끼고 사랑하는 동료 구조원 제시 곁을 떠난다.
8개월 후 덴버에서 자리를 잡은 게이브는 제시를 데리러 산으로 돌아온다. 게이브는 친구 연인을 죽게 했던 사실을 여전히 괴로워하지만 산을 보는 순간 뜨거운 정을 느끼지 않을 수 없다. 그러나 제시는 자신과 함께 산을 떠나자는 게이브의 제안을 거절한다. 하는 수 없이 게이브는 혼자 덴버로 돌아가기로 한다.
게이브가 떠나기 직전 폭풍우가 몰아치는 산에서 조난자들이 구조를 요청해온다. 헬기는 띄울 수 없는 날이고 핼 혼자 보내기엔 일기가 너무 나빠서 제시는 게이브에게 동행을 요청하지만 게이브는 이를 거절하고 떠난다. 그러나 산을 등지고 가던 중 혼자 애먹을 핼을 생각하며 차를 돌려 산으로 돌아간다.
중간에서 핼을 만나 정상에 오른 게이브는 조난자의 정체가 사실은 운반 중인 금고를 중간에서 가로채어 국외 탈출을 시도하다 불시착한 재무부 요원들이라는 사실을 알고 아연실색한다. 인질이 된 둘은 그들의 돈가방을 찾는 데 길잡이로 이용된다.
당하고 있을 수만은 없다는 생각에 둘은 손바닥 같이 훤한 지리를 이용해서 테러리스트들을 하나씩 해치우고, 마침내 그들을 전멸시키고 안도의 한숨을 돌린다. 세라의 죽음에 대한 책임을 게이브에게만 돌리던 핼도 마침내 눈을 떠 사리를 합리적으로 받아들여 다시 게이브의 손을 굳게 잡는다.(참고: 네이버 영화)

## 출연진
- 실베스터 스탤론 - 게이브리얼 "게이브" 워커 역
- 존 리스고 - 에릭 퀘일런 역
- 마이클 루커 - 해럴드 "핼" 터커 역
- 저닌 터너 - 제시카 "제시" 디건 역
- 렉스 린 - 재무부 요원 리처드 트래버스 역
- 캐럴라인 구돌 - 크리스털 역
- 리언 로빈슨 - 키넷 역
- 크레이그 페어브래스 - 델마 역
- 그레고리 스콧 커민스- 라이언 역
- 데니스 포리스트 - 헬던 역
- 미셸 조이너 - 세라 역
- 폴 윈필드 - 재무부 요원 월터 라이트 역
- 랠프 웨이트 - 프랭크 역
- 맥스 펄리치 - 에번 역
- 트레이 브라우넬 - 브렛 역
- 비토 루기니스 - 매서슨 역
- 존 핀 - FBI 요원 마이클스 역
- 브루스 맥길 - 재무부 요원
- 잭 그레니에이 - 데이비스 역
- 제프 매카시 - 조종사 역

## 우리말 녹음
KBS 성우진 (1995년 1월 2일)
- 이정구 - 게이브 워커(실베스터 스탤론)
- 유해무 - 에릭 퀘일런(존 리스고)
- 장광 - 핼 터커(마이클 루커)
- 안경진 - 제시 디건(저닌 터너)
- 강구한 - 리처드 트래버스(렉스 린)
- 강희선 - 크리스털(캐럴라인 구돌)
- 유강진 - 프랭크(랠프 웨이트)
- 김영민 - 키넷(리언 로빈슨)
- 최수민 - 세라(미셸 조이너)
- 윤기황 - 델마(크레이그 페어브래스) / 조종사(킴 로빌라드)
- 장정진 - 라이언(그레고리 스콧 커민스) / 매서슨 요원(비토 루기니스)
- 김태웅 - 에릭의 동료(데니스 포리스트) / FBI 요원(존 핀) / 구조대 무전
- 이규화 - 에번(맥스 펄리치) / 수송국 요원(브루스 맥길)
- 장승길 - 월터(폴 윈필드) / 에릭의 동료(마이크 와이스)
- 김승준 - 브렛(트레이 브라우넬) / FBI 요원(스콧 혹스비) / 조종사(덩컨 프렌티스)

SBS 성우진 (2003년 9월 11일)
- 이정구 - 게이브 워커(실베스터 스탤론)
- 유강진 - 에릭 퀘일런(존 리스고)
- 엄주환 - 핼 터커(마이클 루커)
- 임은정 - 제시 디건(저닌 터너)
- 김태연 - 리처드 트래버스(렉스 린)
- 최문자 - 크리스털(캐럴라인 구돌)
- 김강산 - 키넷(리언 로빈슨) / 수송국 요원(브루스 맥길) / 에릭의 동료(마이크 와이스)
- 황원 - 월터 라이트(폴 윈필드)
- 탁원제 - 프랭크(랠프 웨이트) / FBI 요원(존 핀)
- 김수중 - 매서슨 요원(비토 루기니스) / 에릭의 동료(데니스 포리스트) / FBI 요원(스콧 혹스비)
- 성완경 - 델마(크레이그 페어브래스) / 조종사(킴 로빌라드)
- 이자옥 - 세라(미셸 조이너)
- 최한 - 라이언(그레고리 스콧 커민스) / 에번(맥스 펄리치)
- 고재균 - 브렛(트레이 브라우넬) / 조종사(덩컨 프렌티스)

## 같이 보기
- 생존 영화